# Ochthocosmus berryi
Ochthocosmus berryi là một loài thực vật có hoa trong họ Ixonanthaceae. Loài này được Steyerm. mô tả khoa học đầu tiên năm 1984.